# Bugadera

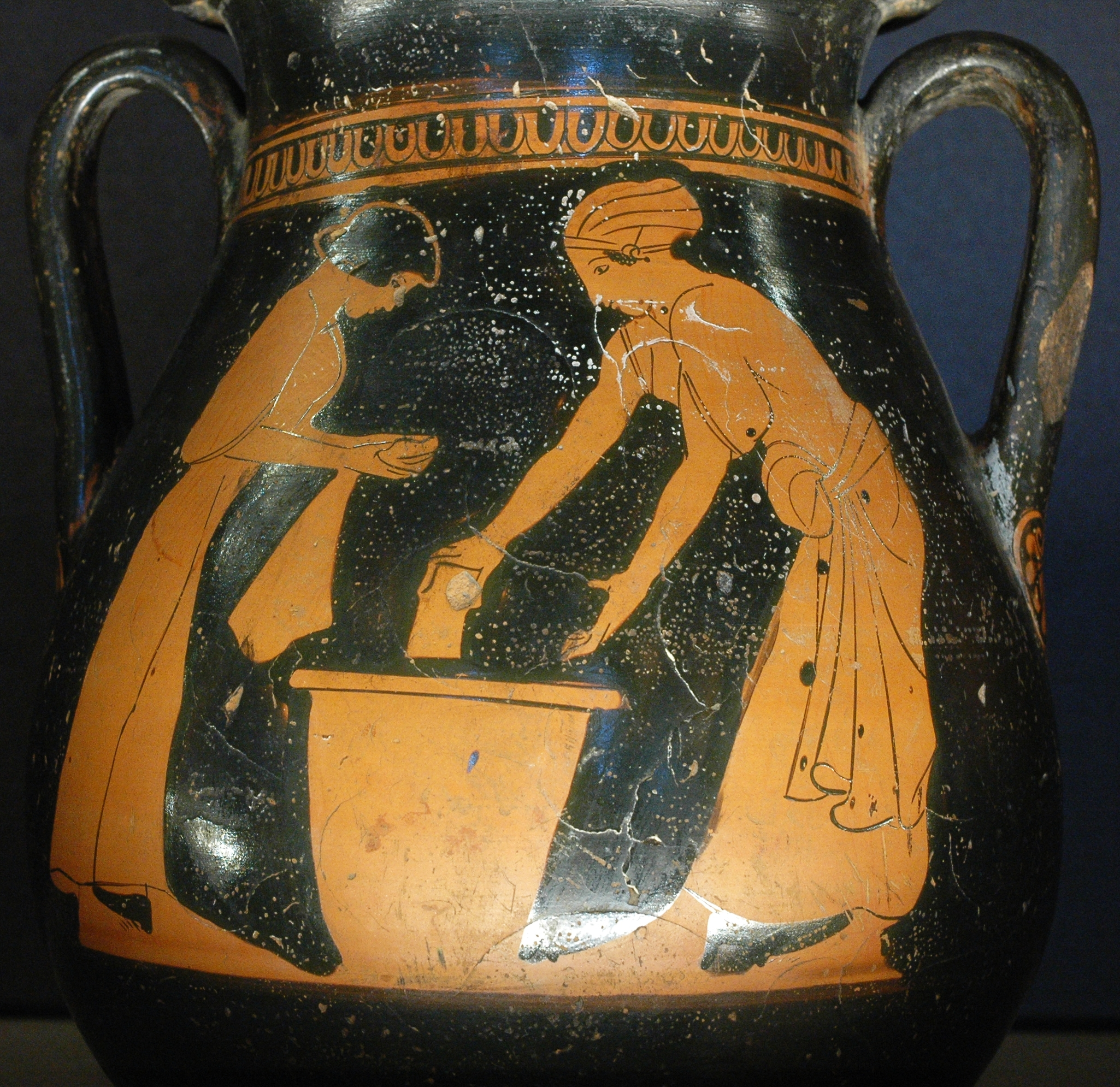
Dones rentant roba en un atuell grec atribuït a Pa, artista àtic de la ceràmica de figures vermelles actiu en el cercle dels anomenats manieristas entre 480 i 450 a. C.. Museu del Louvre.

Bugadera és la dona que té com ofici el rentar la roba. Més enllà de la seva vinculació, gairebé bíblica, a les tasques de mestressa de casa, com a ofici gairebé exclusiu de la dona va tenir especial desenvolupament durant els segles xix i xx. Encara que ha desaparegut pràcticament com a ofici en la societat de disseny occidentalitzat, continua ocupant un sector important de les dones del tercer món i als països més desenvolupats encara es conserva com a ocupació retribuïda per hores.
Les bugaderes han estat també motiu d'una extensa iconografia pictòrica i escultòrica, amb puntuals aparicions en l'obra de mestres com Francisco de Goya, Toulouse-Lautrec o Gaudí. El tema, desaparegut com a motiu pictòric en la segona meitat del segle xx, continua representant-se en composicions escultòriques de gairebé tothom.

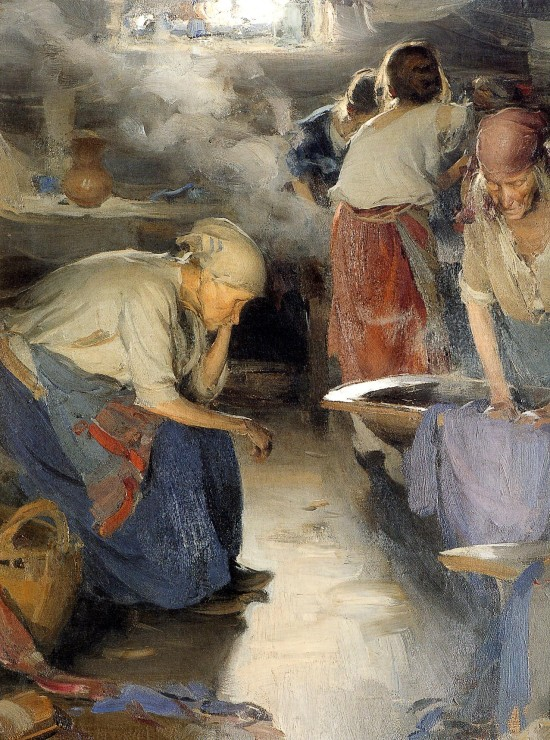
Les bugaderes essencials del pintor rus Abram Arkhipov (cap a 1883). Galeria Tretiakov de Moscou.

## En la Història
Un clàssic en la distribució dels anomenats «oficis tradicionals de la dona», present en alguns ritus populars de la tradició simbòlica d'Occident des del Renaixement,
l'era industrial va multiplicar l'espectre sociològic del treball de bugadera, i va generar un model d'ofici subsidiari de la prosperitat de les classes burgeses.

## Bugaderes d'ofici

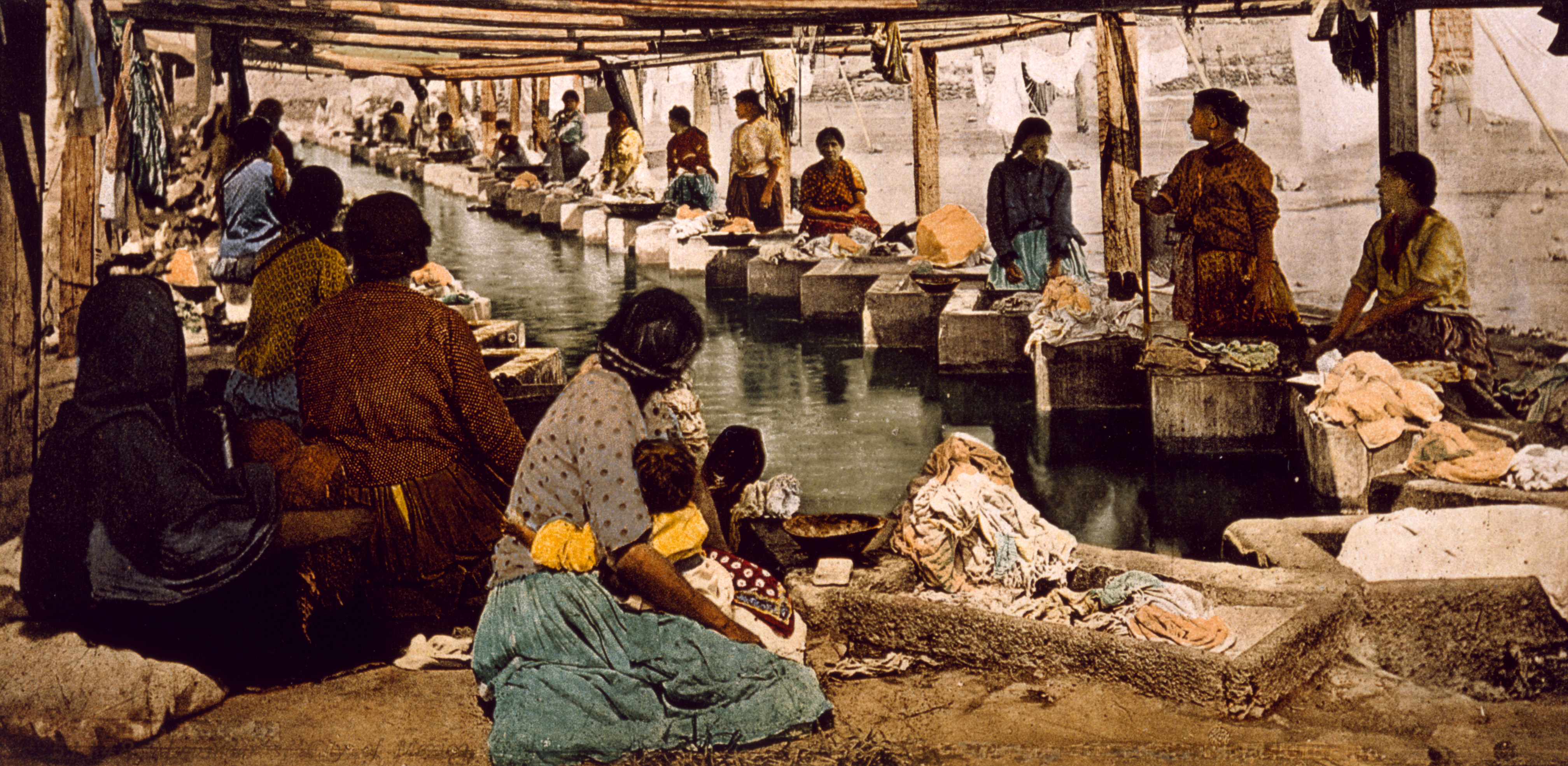
Dones en una bugaderia de Ciutat de Mèxic cap al 1900, fotografiades per William Henry Jackson.

Grans capitals com París, Lisboa, Madrid, Roma o Buenos Aires, han comptat amb importants sectors laborals dedicats al dur ofici del rentat sistemàtic de la roba, grups socials marginats que en general van mancar d'organització gremial o sindical.

### L'ofici i les eines
L'ofici de bugadera requeria cinc operacions bàsiques en el procés de la rentada de la roba, a part de la tasca prèvia de classificació de les peces per teixits, colors, qualitat, grau de brutícia, etc. (tot i que són de temps passats, algunes segueixen sent actuals):
1. La primera operació que es feia després l'eliminació de taques i brutícia, era el remullat ("deixar la roba en remull"). Aquí començava ja a ser important la qualitat i propietats de l'aigua. La bugadera domèstica podia disposar d'altres avantatges o complements, com escalfar l'aigua pel remull, que feia més fàcil el rentat a mà (encara que el contrast calor-fred podia produir irritacions cutànies com els històrics penellons).
2. La segona operació, associada a la primera del remullat, era la solució en una capa de cendres vegetals, riques en sosa o potassa segons la llenya emprada.
3. La tercera operació era l'abocament d'aigua bullent sobre les cendres. Aquest procés alliberava els seus àlcalis o potassi soluble en l'aigua calenta i el filtrava lentament fins al fons de la pila de rentat, o en el recipient utilitzat. Quan la bugadera s'ho podia permetre, recollia (recuperava) l'aigua d'aquest procés i tornava a escalfar-la i la deixava caure de nou sobre la bugada. Amb el descobriment de la pastilla de sabó (de fabricació casolana a partir de l'oli, o comercial de producció industrial), a mesura que va avançar el segle xix, en alguns passos d'aquest procés, s'hi inclouria l'adició d'escates de sabó a la solució de la bugada en aigua amb indi, o la utilització de lleixius per a determinats teixits blancs.
4. La quarta operació després d'un primer aclarit, era el "fregar i refregar roba amb roba" determinades zones de les peces copejant-les sobre la taula de rentar (o les pedres del riu en els casos més primitius). Un nou ensabonat i la corresponent esbandida donaven pas, després de verificar la neteja i blancor de la roba, a un opcional fregat amb draps o bossetes contenint cendra, després d'això s'esbandia i s'escorria la bugada diverses vegades.
5. La cinquena operació requeria l'ús d'una màquina de corrons que permetia el gir i la torsió dels teixits més gruixuts (si es tenia prou força es podia fer a mà). A aquest procés s'hi podia afegir l'ús d'una pala de fusta per esprémer la bugada tant com fos possible. Ben escorreguda, la roba encara humida es traslladava dins d'una cistella o un carretó fins al lloc d'assecat.

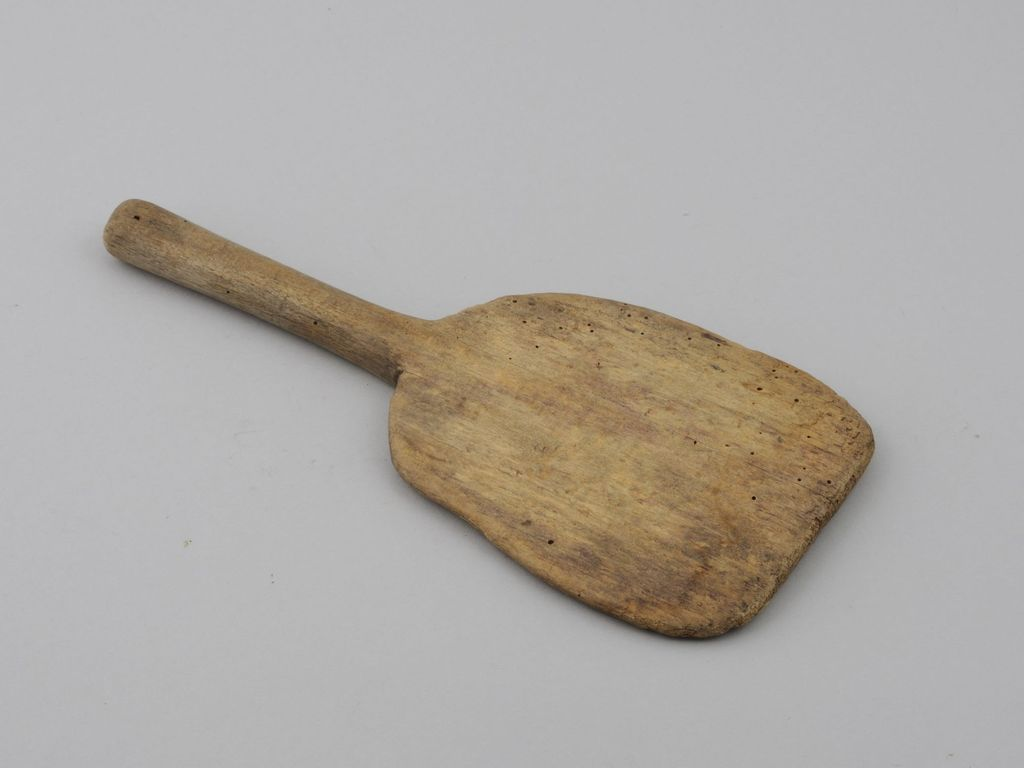
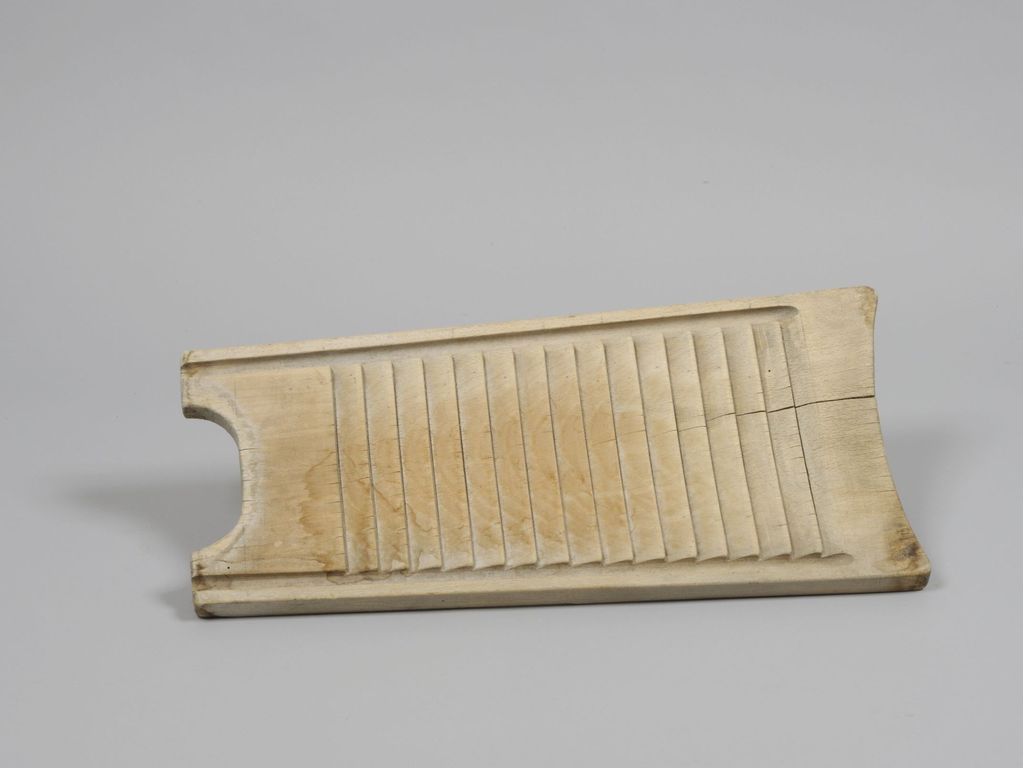
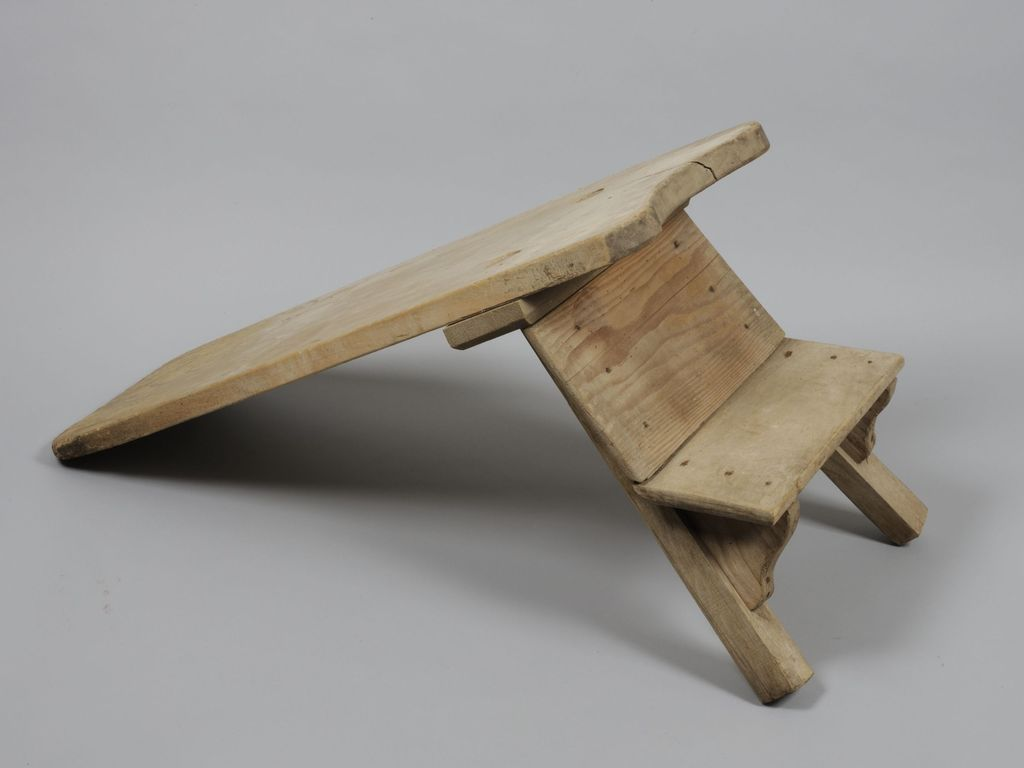
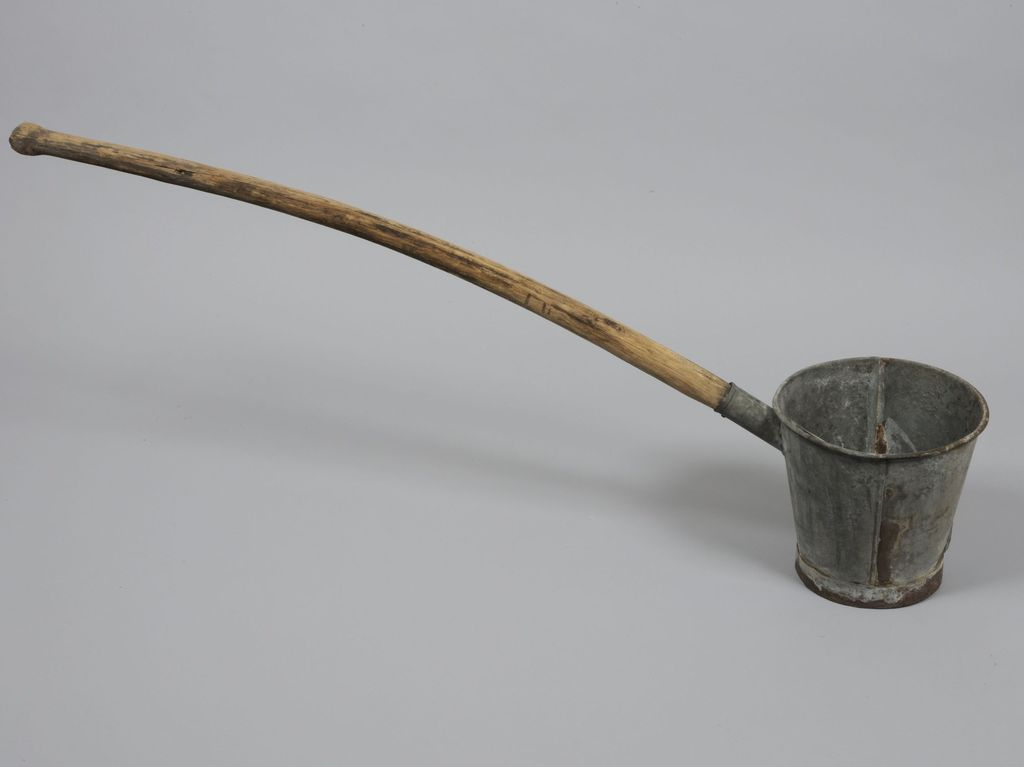

Hi havia dues operacions més, subsegüents al rentat de la roba, que eren l'assecat i el plegat de la roba i el seu trasllat als domicilis que haguessin contractat els serveis de la bugadera. Aquest transport podia ser realitzat per nois o homes, moltes vegades fills, germans i marits o amistançats de les bugaderes. En conjunt, tot el procés era remunerat amb quantitats irrisòries.

### Les blanchisseusesparisenques
El Sena, safareig públic de la capital francesa durant segles, va ser marc i escenari d'una singular pàgina de la dona obrera francesa en la vida quotidiana i l'entramat social del París dels segles xviii i xix. Els populars «bateaux-lavoirs» (‘vaixells-safareig’) van concentrar l'activitat de les bugaderes d'ofici, dins d'un fenomen preindustial que havia crescut com a alternativa massiva a la bugadera domèstica de segles anteriors. La bugadera idealitzada per Greuze, es va consolidar com un estament gremial que, lluny d'aconseguir drets laborals, va tenir la seva màxima glòria en la trucada marxa de les bugaderes durant el carnestoltes parisenc i l'elecció de la Reina de les Bugaderes.

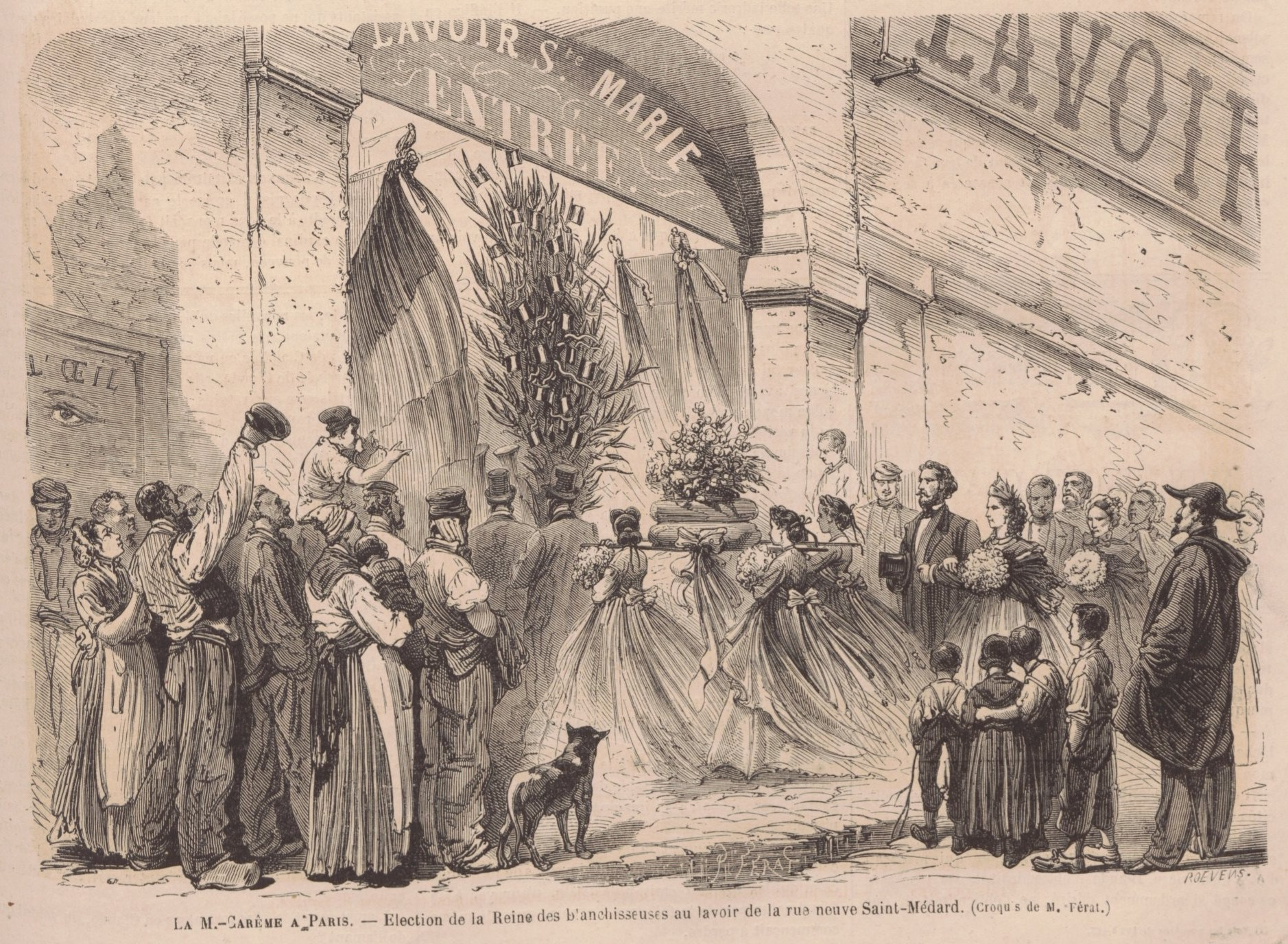
Elecció de la Reina de les Bugaderes en el gran «lavoir» de la «rue neuve Saint-Médard», en 1866.

Abans de 1871, el novel·lista i comuner Jules Vallès explicava al voltant de cent vint 'vaixells-safareig', a més dels safaretjos públics i gratuïts i les vuitanta barcasses del canal Saint-Martin. Com en altres grans capitals del món occidental, les sorolloses bugaderes parisenques i els bateaux-lavoirs van desaparèixer al llarg de la primera cambra del segle xx. De la seva presència en l'anomenada " Mi-Carême ha quedat una colorista festa de vocació feminista.
Una iconografia sovint idealitzada de les bugaderes parisenques pot contemplar-se en el Museu d'Orsay contrastant potser amb les bugaderes rurals arlesianes pintades per Gauguin.

### Els safaretjos del Manzanares
Així, al final del segle xix, els censos donen notícia d'un centenar de safaretjos i gairebé quatre mil bugaderes. Va haver de ser l'esposa d'un rei estranger la que intervingués en favor de les bugaderes de la capital d'Espanya. En 1871, la reina Maria Victòria, esposa de Amadeu de Savoia va disposar la creació d'un Asil de Bugaderes atès per les Filles de la Caritat, proper al riu, a la glorieta de Sant Vicent, on les dones que exercien aquest ofici podien "deixar als seus fills menors de cinc anys", mentre elles treballaven; amb un petit hospital de sis llits per a les accidentades.

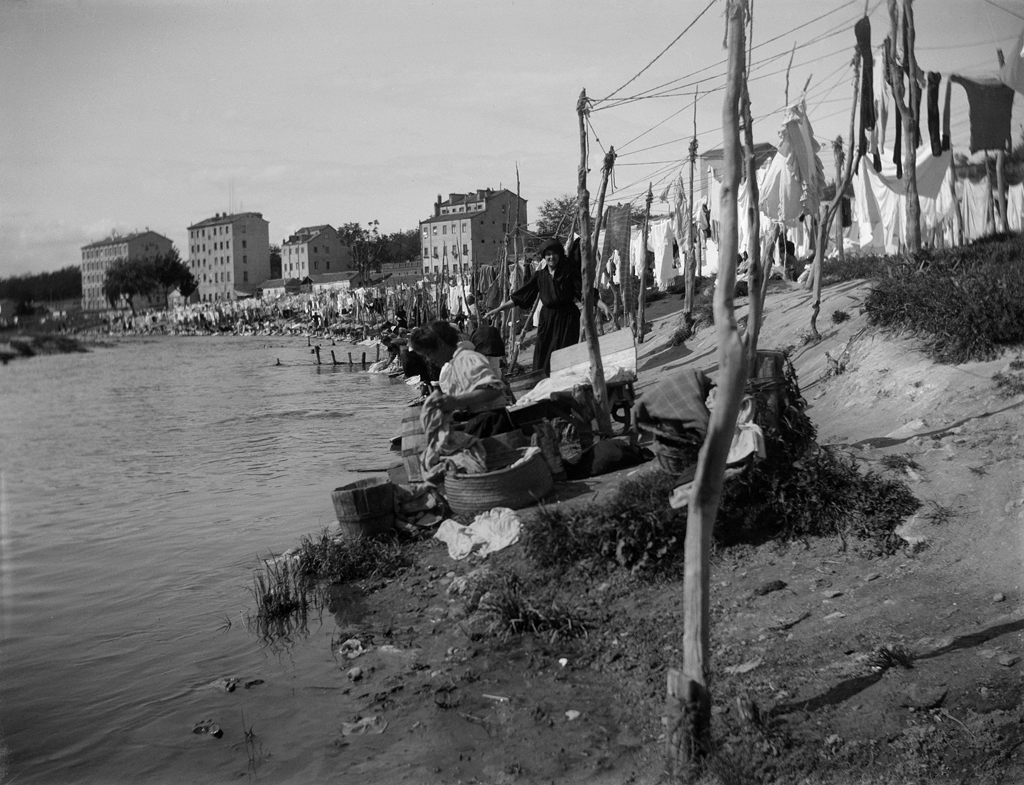
Els safaretjos del Manzanares, fotografiats per Baldomero Gili cap a 1915 (fons del Museu d'Art Jaime Morera).

La majoria dels safaretjos ocupaven ambdues riberes del Manzanares, entre el Pont de Segòvia i el Pont de Toledo, distribuïts amb denominacions gairebé oficials com a Safareig de la Creu, Safareig de la Solitud, o Safareig de Sant Joan de Déu, entre els més populars i populosos. Aquest impressionant conjunt sub-industrial va ser destruït durant la guerra civil espanyola i recuperat com a casa de caritat en 1944 (en el seu nou emplaçament en la intercessió del Passeig Imperial amb el Passeig dels Pontones), fins a principis de la dècada dels setanta; abandonat durant dues dècades, es va disposar la rehabilitació de l'edifici en 1980.

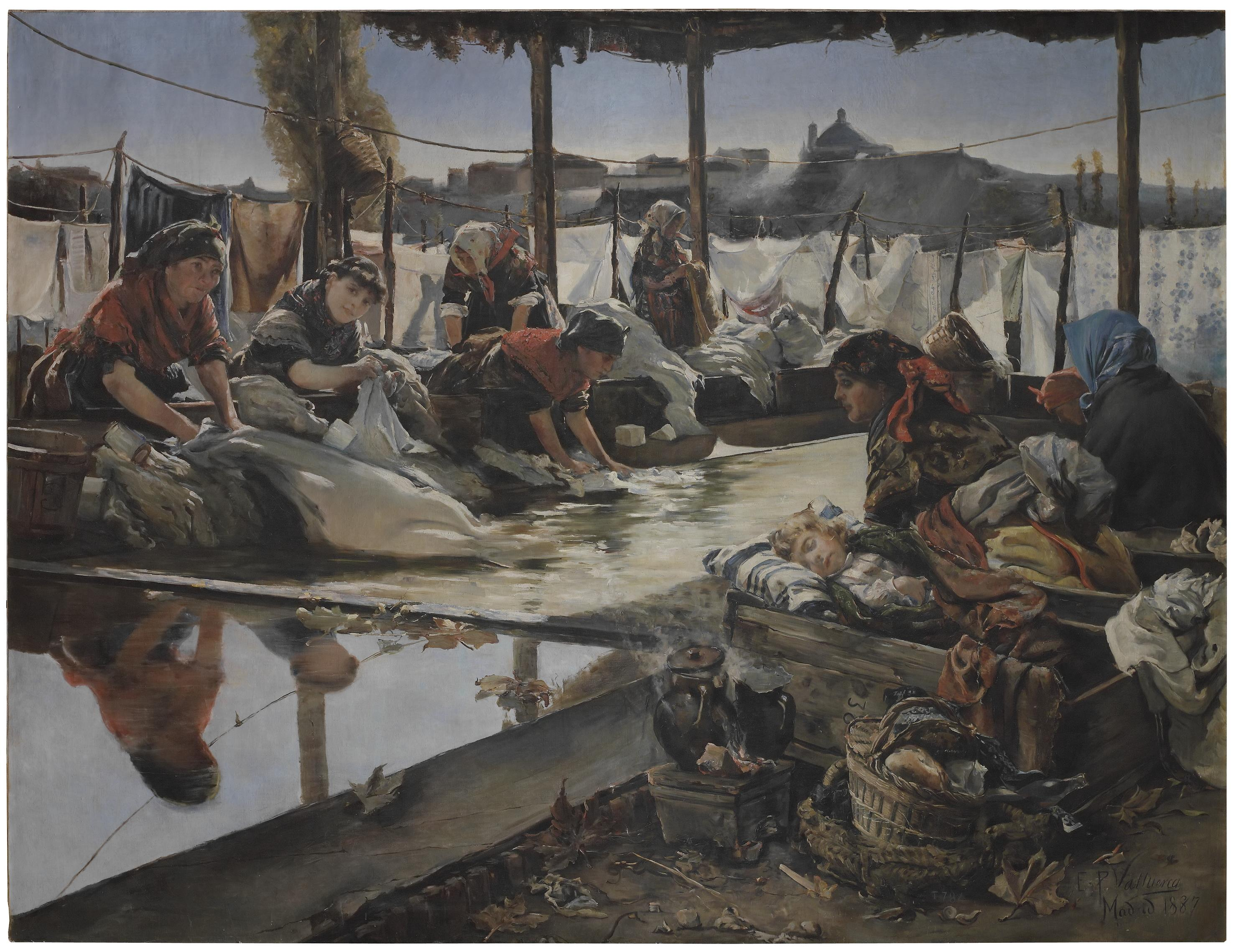
Bugaderes del Manzanares idealitzades pel costumista Perez de Valluerca, en 1887. Museu del Prado (Madrid).

Les bugaderes del Manzanares, com molts altres oficis castissos de la "manolería", van tenir el seu moment de glòria en la sarsuela, el sainet i el género chico, idealitzades en escenes d'humor i raça signades per llibretistes i dramaturgs com Ramón de la Cruz, Ricardo de la Vega, o Miguel Ramos Carrión o Carlos Arniches Barreda;[29] així ocorre, respectivament, en obres com Els banys inútils (1765), L'any passat per aigua (1889), L'armilla blanca (1890), L'aigua del Manzanares (1918), entre molts altres exemples.
Tant les bugaderes com els safaretjos del Madrid històric tenen representació, al costat de les d'altres geografies, en el Museu del Prado, amb l'idíl·lic cartró de Goya (1780), o Valluerca, al costat d'altres representacions del tema en diferents rius i paratges.

### «Bugaderes Unides»

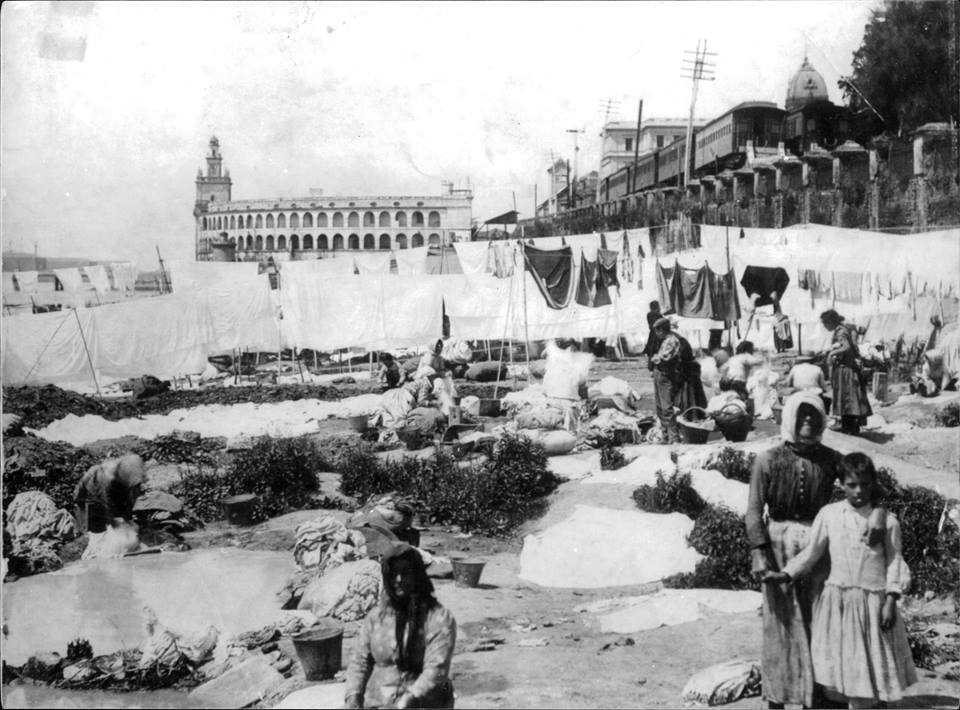
Bugaderes del Buenos Aires de 1880, en una foto de l'Arxiu General de la Nació Argentina.

Tal era el nom del local (espècie d'associació sindical socialista) que, al final de l'avinguda Puyrredón a Buenos Aires, albergava una espècie de sindicat d'est i altres oficis, i que, ja al començament de la dècada de 1920, tant va impressionar a la poetisa Alfonsina Storni, i que en la narració de la poetisa, llavors encara molt jove, queda determinada per la seva sorpresa en penetrar en un local gremial on la pràctica totalitat dels éssers humans que allí hi havia eren gents de color i majoritàriament dones, i que la va portar a escriure el seu conegut poema El teu em vols blanca.
El local de les Bugaderes Unides, pot enunciar-se com un més dels molts episodis que relaten la història d'un dels gremis més durs i massius entre les dones i obreres de la ciutat de Buenos Aires en la segona meitat del segle xix, drama comú a altres metròpolis iberoamericanes, com la veïna Montevideo.

### Il·lustres mares
En un capítol potser anecdòtic caldria citar a bugaderes com, pel que sembla, ho van ser les mares de polítics com Stalin o Pablo Iglesias, o d'escriptors universals com el danès Hans Christian Andersen i, potser de forma llegendària tan sols, d'empresaris com Walt Disney com a fill d'una bugadera de Mojacar, si bé, el crític i historiador francès Romà Gubern i el propi Disney van desmentir en el seu moment l'origen espanyol del cineasta.

## En l'art

### En la literatura

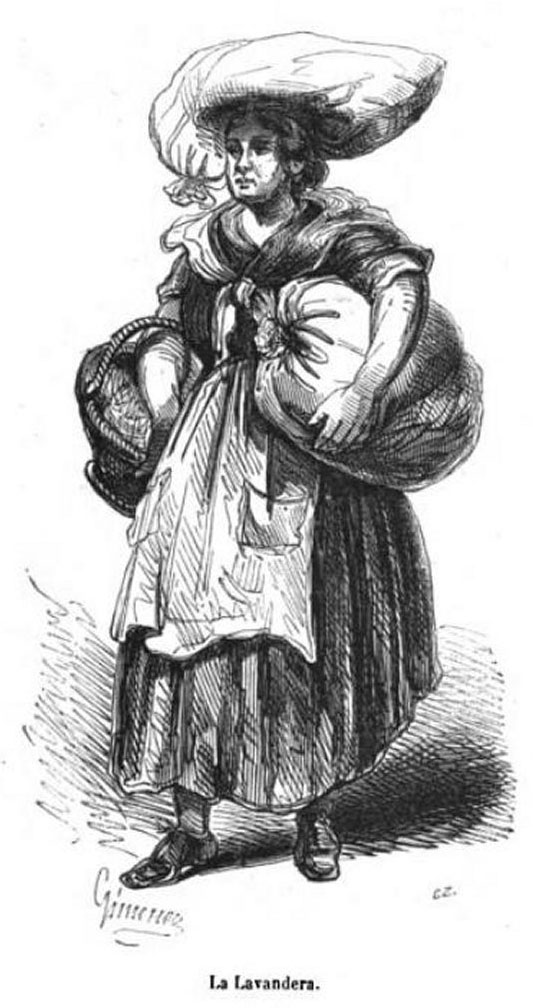
Gravat de "La bugadera", en Els espanyols pintats per si mateixos (ed. 1851).

Així mateix va ser atractiu personatge en la narrativa del segle xix, tant per als escriptors del costumisme espanyol com per als novel·listes de l'anomenat realisme social, generant una variada galeria de tipus i temàtica. Entre els primers, pot citar-se el capítol que se li dedica a la bugadera en la curiosa obra enciclopèdica Els espanyols pintats per si mateixos, escrit per Bretón dels Herreros, que amb més humor que amor les classifica en "públiques" i "privades" o "domèstiques". També assegura Bretón que les més admirables en el seu ofici són les guipuscoanes, especialment les de Azpeitia i Azcoitia que arriba a comparar-les amb nàiades. Les menys beneficiades en la seva ‘anàlisi’ són les madures, desvergonyides i llengudes bugaderes públiques dels safaretjos del riu Manzanares a la capital d'Espanya ("des de Pórtici al embarcadero del Canal"), que tot i així iguala en defectes a les del Guadalquivir a Sevilla i les de l'Ebre a Saragossa.

### En la pintura
Les bugaderes van ser representades per pintors naturalistes com Daumier (1863), impressionistes bàsics com Pierre-Auguste Renoir, simbolistes com Paul Gauguin o Santiago Rusinyol, inclassificables com Prilidiano Pueyrredón, Andrés de Santa María, José Gutiérrez-Solana, o paisatgistes, com Eugène Boudin, Aureliano de Beruete, Martín Rico Ortega o Casimiro Sainz, a part d'una llarga llista de pintors costumistes de diferents nacionalitats, cultures i continents.

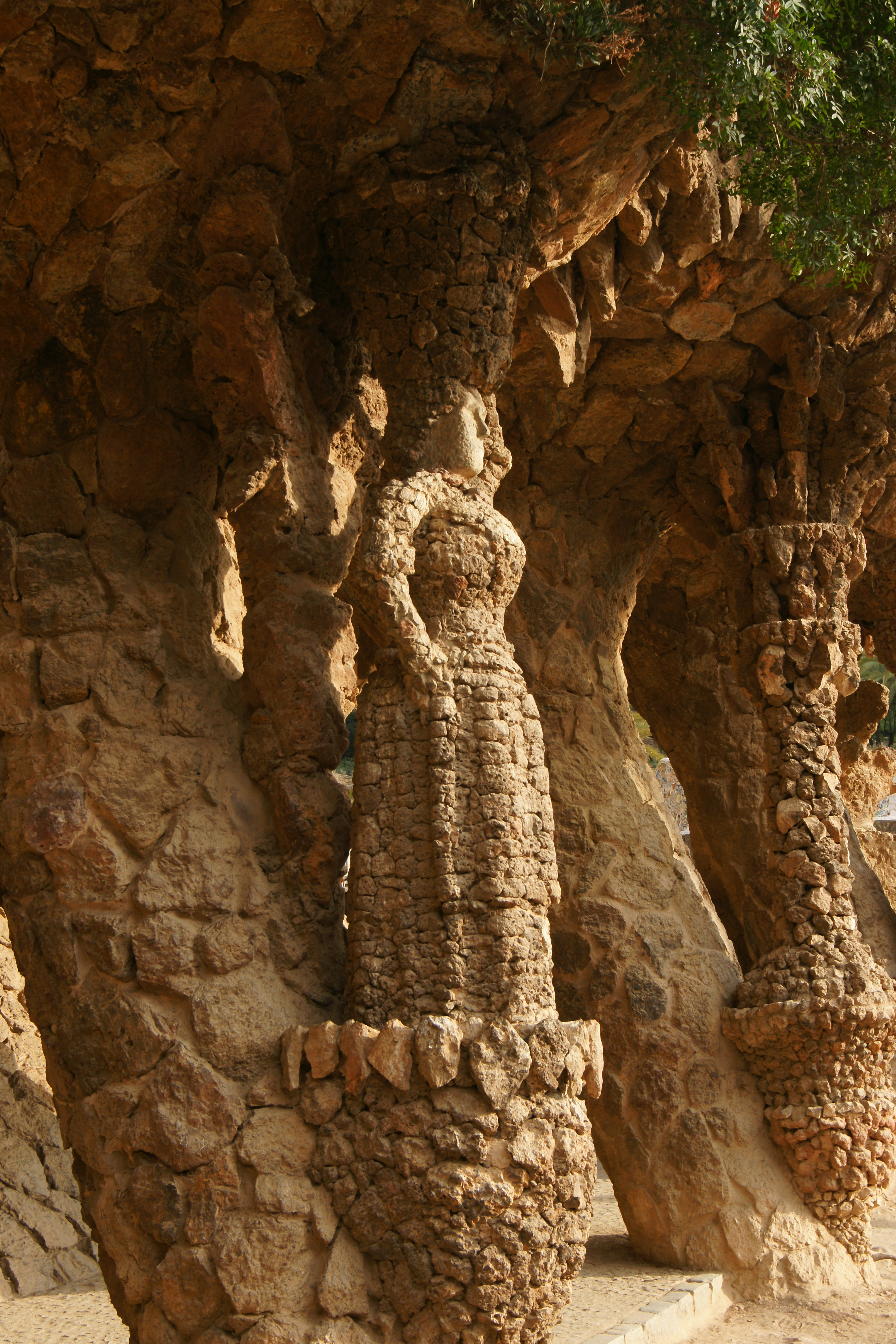
Pòrtic de la bugadera, al Parc Güell de Barcelona.

En el camp de l'arquitectura mural, pot ressenyar-se les bugaderes dissenyades per Le Corbusier en 1928; o la cariátide de Gaudí per al pòrtic de la bugadera al Parc Güell de Barcelona.

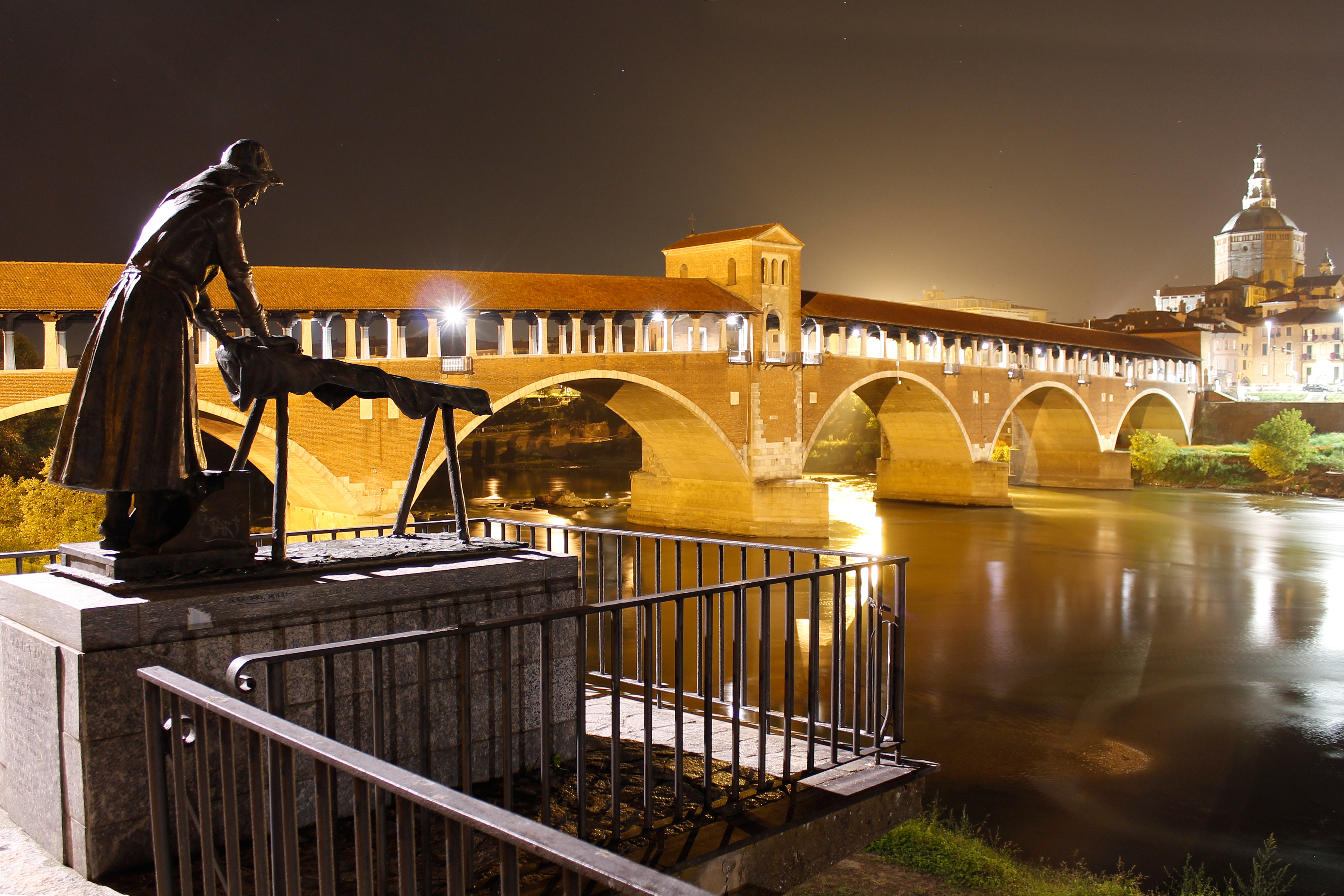
Monument a la bugadera del Ticino en Pavía, Itàlia.
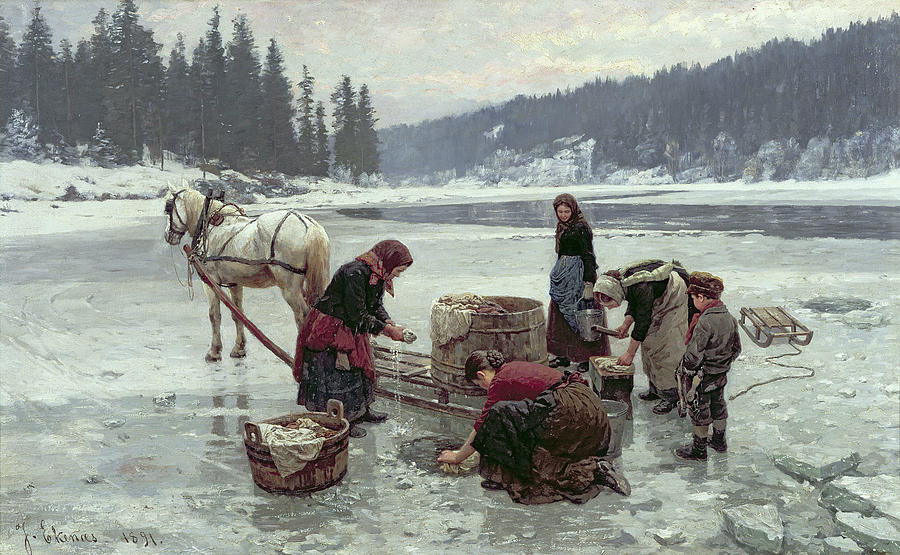
Bugaderes noruegues pintades per Jahn Ekenaes en 1891.

### En l'escultura
A més dels exemples ja anotats, d'entre els nombrosos escultors que han treballat sobre el tema, poden citar-se gairebé a l'atzar: Leonardo Bistolfi (1880), Josep Montserrat (1897), Louis Patriarche (ca. 1899), Pierre-Auguste Renoir (1916), Ásmundur Sveinsson (1937), Vassallo (1957), Giovanni Scapolla (Pavia, 1965), o Jim Demetro (Puerto Vallarta, 2008).

## Bugaderes llegendàries
Entre el mite, la llegenda i el literari històric, es reuneixen els casos i noms de Felipa de Catanea, "la bugadera de Nàpols"; la fantasmagòrica i popular bugadera del 25 de maig de 1810, de Buenos Aires; les banshees, lavandeiras i Llavanderes de la mitologia d'arrels cèltiques.